# Politica de mediu a Uniunii Europene
Politica de mediu a Uniunii Europene face referire la politica Uniunii Europene cu privire la combaterea schimbărilor climatice și protejarea mediului. Cu timpul, integrarea și respectarea politicii de mediu a UE a devenit un criteriu tot mai important pentru începerea și continuarea procesului de integrare europeană. 

## Impunere
Una din modalitățile de implementare a politicii mediu este adoptarea de noi legislații în cadrul tuturor statelor membre pentru impunerea unui regim propice protecției climatice. 

### România
În România a fost adoptată Legea 90/2021, care, printre altele, a crescut amenda pentru persoanele juridice care periclitează mediul la între 500 și 25.000 de lei pe zi.